# Apollobuurt
Die Apollobuurt (deutsch Apolloviertel) ist ein Wohnviertel im Stadtbezirk Amsterdam-Zuid und liegt dort im Stadtviertel Amsterdam Oud-Zuid in der Provinz Nordholland. Es hatte 8.770 Einwohner im Jahr 2024. Das Viertel wird hauptsächlich umringt durch die Kanäle: Noorder Amstelkanal, Zuider Amstelkanal und Boerenwatering. Im Westen grenzt der Stadtteil an den Olympiaplein.

## Geschichte
Im Zweiten Weltkrieg lag in der Apollobuurt das Einwohnermeldeamt. Die deutschen Besatzer benutzten die Namensregister des Amtes zum Aufspüren von jüdischen Bürgern. Aus diesem Grund unternahm eine niederländische Widerstandsgruppe unter der Leitung von Gerrit van der Veen einen Anschlag auf das Einwohnermeldeamt, an dem unter anderem die niederländische Juristin Laura Carola Mazirel beteiligt war.

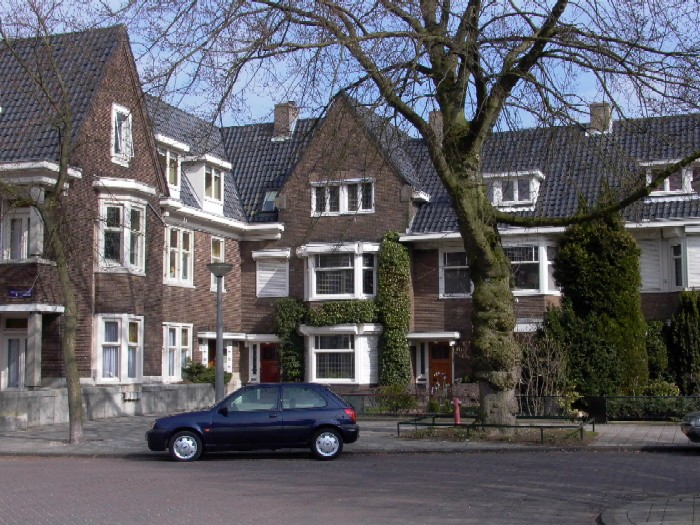
Holbeinstraat in der Amsterdamer Apollobuurt

Der größte Teil der Gebäude in der Apollobuurt stammt aus den 1920er und 1930er Jahren und wurden im Stil der Amsterdamer Schule (niederländisch Amsterdamse School) gebaut. Das Viertel macht Teil aus von dem „Plan Zuid“ (deutsch Plan Süd) des niederländischen Architekten Hendrik Petrus Berlage.
Die bekannteste Einkaufsstraße ist die Beethovenstraat mit vornehmlich teuren Geschäften. Im Viertel befindet sich im Gegensatz zu vielen anderen Stadtteilen in Amsterdam kein sozialer Wohnungsbau.

### Verkehrsverbindungen
Die Apollobuurt ist mit den Straßenbahnen Nr. 24, (seit 1929), Haltestelle Apollolaan und der Nr. 5 (seit 1978), Haltestelle Apollolaan zu erreichen (Stand: November 2012).

## Trivia
Das in der Apollobuurt gelegene Hilton Hotel diente 1969 John Lennon und Yoko Ono als „Bed-In“-Demonstration gegen den Vietnamkrieg und für den Frieden. Das Hotel wurde 2015 zum Rijksmonument erklärt.